# Alfred Krüger (Manager)
Alfred Krüger (* 28. September 1920 in Emden; † 27. Juli 1982) war ein deutscher Manager. Er war in der DDR von 1958 bis 1977 Generaldirektor der Mitropa.

## Leben
Der Arbeitersohn Alfred Krüger erlernte nach der Volksschule den Beruf eines Bäckers. Krüger war Soldat im Zweiten Weltkrieg und geriet in Kriegsgefangenschaft. 
Nach dem Krieg arbeitete er vorübergehend als Wald- und Transportarbeiter. Er trat 1946 der SED bei und war wieder als Bäcker tätig, später wurde er Leiter eines Konsum-Geschäftes in Schwarzenberg/Erzgeb. Von 1948 bis 1950 war Krüger Direktor der Handelsorganisation (HO) in Aue und danach Leiter der HO-Gaststättenbetriebe des Leipziger Hauptbahnhofs. Von 1958 bis 1977 war Krüger Generaldirektor der Mitropa. Danach war Krüger Leiter des Mitropa-Betriebes auf dem Flughafen Berlin-Schönefeld.